# Chemin de fer touristique Pontarlier-Vallorbe
Le Chemin de Fer Touristique Pontarlier-Vallorbe (CFTPV), également appelé Coni'fer, est un chemin de fer touristique, géré par une association loi de 1901, au départ de la gare des Hôpitaux-Neufs, dans le département français du Doubs, en région Franche-Comté, sur une section de 8 km de l'ancienne ligne à voie normale de Pontarlier à Vallorbe, canton de Vaud, Suisse. Les trains circulent de début juin à fin septembre et pendant certaines vacances scolaires.

## Histoire
Depuis le 24 juillet 1860, la ligne reliant Pontarlier à Neuchâtel traversait la chaîne du Jura, reliant ainsi la capitale du Haut-Doubs à la Suisse, bien avant que la ville ne soit connectée au réseau ferroviaire français. Cette liaison a joué un rôle important dans le développement de la région et dans le rapprochement des deux pays.
En 1906, avec l'ouverture du tunnel du Simplon, reliant la France à l'Italie, la ligne Pontarlier-Vallorbe a acquis une importance considérable, avec un trafic intense pouvant atteindre jusqu'à 40 convois quotidiens dans les deux sens.
La ligne franco-suisse Pontarlier-Vallorbe a été construite par la compagnie P.L.M. (Paris-Lyon-Méditerranée), fondée en 1857, et mise en service le 1er juillet 1875. Cette ligne de 27 kilomètres séparait les deux villes françaises et suisses et passait par plusieurs stations stratégiques telles que Frambourg (un point de bifurcation vers Neuchâtel), Cluse, Mijoux, Hôpitaux-Neufs-Jougne, et un poste de douane à Fontaine Ronde. Cette ligne permettait de réduire la distance entre Paris et Lausanne de 57 kilomètres, offrant ainsi un gain de temps de près de 2 heures.
L'exploitation de la ligne a été assurée successivement par plusieurs compagnies : d'abord la compagnie suisse Jougne-Eclepens, puis Jura-Simplon, et enfin par P.L.M. à partir de 1915.
Le 15 novembre 1862, le premier train en provenance de Mouchard a atteint la gare de Pontarlier, marquant ainsi un tournant dans l'histoire de cette ligne ferroviaire transfrontalière.
La ligne Pontarlier-Vallorbe, autrefois, se distinguait par un tracé complexe et spectaculaire, taillé à travers les montagnes du Jura. Au départ de Pontarlier, située à 836,7 mètres d'altitude, la voie unique suivait la ligne de Neuchâtel jusqu'au Château de Joux, une imposante forteresse protégeant le passage stratégique entre la France et la Suisse.
Au sortir du tunnel qui marquait l'entrée de la ligne, la voie s'enfonçait dans une tranchée profonde, juste en contrebas des dernières maisons de Jougne, signalant le début de la longue descente vers Vallorbe, à une pente de 25 millimètres par mètre.
Pour contourner le Château de Joux, la ligne passait par une tranchée creusée dans la roche, avant d'atteindre la gare du Frambourg. Cette station était principalement dédiée à l'exploitation des bois de sapin, une activité économique clé de la région.
Dès la sortie du Frambourg, une longue montée à 23 pour 1 000 commençait, menant à Fontaine-Ronde. Ce site marquait un passage étroit entre les rochers abrupts, où la voie, la route et un ruisseau se frayaient un chemin difficile. À proximité, la source intermittente de Fontaine-Ronde formait un bassin en demi-cercle qui se remplissait toutes les 20 minutes, ajoutant une touche de singularité à ce parcours montagneux.
Le trajet se poursuivait en suivant la Combe, avant de quitter la vallée pour atteindre le Touillon, le point culminant du parcours à 1 012 mètres d'altitude. De là, la ligne descendait jusqu'à la gare des Hôpitaux-Neufs, située à 991 mètres d'altitude, à 15,9 kilomètres de Pontarlier.
La ligne poursuivait sa route en franchissant un tunnel long de 1 662 mètres, en pente constante, et équipé de plusieurs cheminées de ventilation destinées à évacuer les fumées. Ces caractéristiques témoignent de l'ingéniosité de la construction et de la difficulté du terrain traversé, marquant cette ligne comme un exploit technique de son époque.
À l'aube de la Première Guerre mondiale, la ligne Pontarlier-Vallorbe était un axe de transport vital reliant la France à la Suisse, avec une capacité de circulation impressionnante pour son époque. Entre 28 et 44 trains circulaient chaque jour, selon l'affluence et l'organisation des trajets.
Divers types de trains desservaient la ligne :
Le luxueux Simplon, un train prestigieux destiné aux voyageurs recherchant le confort et l'élégance.
Des rames voyageurs, qui s'arrêtaient soit dans toutes les gares, soit effectuaient le trajet direct entre Pontarlier et Vallorbe sans arrêt.
Des omnibus, des trains qui desservaient de nombreuses stations locales.
Un train mixte, transportant à la fois des passagers et des marchandises.
Des trains de marchandises, utilisés pour les échanges commerciaux entre les deux pays.
En raison de la voie unique, les croisements entre trains se faisaient dans des gares spécifiques : Frambourg, Fontaine-Ronde, et Hôpitaux-Neufs.
Le temps de trajet le plus court pour effectuer le parcours entre Pontarlier et Vallorbe était de 35 minutes. Toutefois, le train mixte détenait le record de lenteur avec un trajet de 1 heure et 20 minutes en raison de l'intégration des marchandises et des arrêts multiples.
Cependant, malgré son succès, la ligne était confrontée à de nombreux défis techniques. Les pentes raides, les rayons de courbure serrés, ainsi que les importantes chutes de neige en hiver représentaient des obstacles majeurs à une exploitation optimale. Ces conditions difficiles pénalisaient considérablement l'efficacité et la régularité des circulations, entraînant parfois des retards et des perturbations.
Malgré les efforts pour maintenir l'exploitation, la ligne Pontarlier-Vallorbe demeurait en déficit en raison des nombreux défis techniques et financiers. Bien que l'activité hivernale ait procuré des revenus supplémentaires grâce au transport de passagers et de marchandises pendant la saison froide, elle ne suffisait pas à compenser les coûts de maintenance élevés liés aux pentes raides, aux courbes serrées, et aux intempéries.
La fermeture de la ligne s'est effectuée progressivement par étapes. Tout d'abord, la gare des Hôpitaux-Neufs a été fermée le 3 novembre 1969. Ensuite, La Cluse et Mijoux ont cessé leur activité le 28 septembre 1975. Ces fermetures marquent la fin d'une époque pour cette ligne emblématique qui, bien qu'ayant joué un rôle crucial dans les échanges entre la France et la Suisse, n'a pas pu survivre aux difficultés économiques et techniques croissantes.
Dans les années 1990, Louis Poix a pris l'initiative de redonner vie à la ligne, mais cette fois à des fins touristiques. Fort de sa détermination, il a réussi à mobiliser des soutiens, à trouver du matériel ferroviaire et des locomotives, tout en réunissant une équipe de bénévoles pour entreprendre la restauration de cette ligne historique.
En 1992, le projet de reconstruction pour une exploitation touristique a pris forme. L'année suivante, à l'occasion des championnats du monde de VTT organisés à Métabief, un premier tronçon de 700 mètres de voie a été posé provisoirement à la gare des Hôpitaux-Neufs. C'était le début de la renaissance du Coni'fer.
Les premiers parcours ont été réalisés grâce à une locomotive à vapeur 020, prêtée par les Chemins de Fer Touristiques du Val de Travers. Ces premiers pas ont permis de tester l'exploitation touristique, qui s'est progressivement développée au fil des années. En 1994, l'exploitation a véritablement repris, avec la locomotive 020, puis l'arrivée d'un locotracteur KÖF rénové en 1995. C'est ainsi qu'est née l'association Le Chemin de Fer Touristique Pontarlier Vallorbe - Le Coni'fer.
La saison 1996 a été un véritable tournant pour le Coni'fer, avec plus de 10 000 voyageurs empruntant la ligne entre les Hôpitaux-Neufs et Le Touillon. Cette année-là, la locomotive à vapeur TIGERLI, toujours en service aujourd'hui, est arrivée, renforçant l'attrait touristique de la ligne.
Tous les travaux nécessaires à la remise en état de la voie, des locomotives et des wagons ont été réalisés par une équipe de bénévoles dévoués : abattage de bois, rénovation des infrastructures et des matériels roulants, et pose de nouvelles sections de voie.
Aujourd'hui, grâce à la persévérance de ses bénévoles et à la passion des membres de l'association, le Coni'fer continue d'offrir une expérience unique de voyage dans le Haut-Doubs, reliant le patrimoine ferroviaire à l'aventure touristique.
Depuis 2021, une équipe de jeunes bénévoles s'investit avec passion et dévouement au sein de l'association, sous la présidence de Méline Viennet, une jeune étudiante en comptabilité. Ces nouveaux membres ont apporté une énergie renouvelée et un enthousiasme contagieux, marquant ainsi le début d'une nouvelle ère pour l'association.
Les bénévoles historiques, actifs depuis les premiers jours de l'association en 1993, ont ressenti qu'il était temps de passer le relais. Conscients de l'importance d'intégrer de nouvelles générations de bénévoles, ils ont compris que cette relève était essentielle pour assurer la pérennité et la vitalité du Coni'fer.
Cette génération montante représente une véritable opportunité de renouveau pour le Coni'fer, apportant un souffle de dynamisme pour continuer à préserver et à promouvoir le patrimoine ferroviaire régional. La nouvelle équipe a relevé son premier grand défi en 2023 : organiser les célébrations des 30 ans de l'association, marquées par des événements spéciaux les 15 et 16 juillet.

Cependant, la transition s'est réalisée en douceur, grâce à l'accompagnement des bénévoles plus anciens, qui restent présents pour prodiguer des conseils précieux et garantir une continuité dans les actions et les projets de l'association.

## Association gestionnaire
Le Coni'fer est géré par l'association Chemin de Fer Touristique Pontarlier - Vallorbe, 2 l'Orée des Pistes, 25370 Les Hôpitaux-Neufs.

## Les collections
Les listes suivantes ne sont pas exhaustives et devront être complétées ou actualisées au fil du temps (dernière actualisation en février 2024) :

### Locomotives à vapeur
| Matricule                          | Constructeur et date           | État actuel                                                 | Origine et informations techniques | Photo |
| ---------------------------------- | ------------------------------ | ----------------------------------------------------------- | --- | ----- |
| 030T Tigerli no 5 dite "Rhône"     | SLM Winterthur, 1915           | Opérationnelle                                              | Acquise en 1998 Numéro constructeur : 2538 8,7 m, 34,9 t en ordre de marche, vitesse maximum : 45 km/h (350 ch). Timbre chaudière : 12 kg/cm² Capacité de la soute à charbon : 1,7 t Capacité de la soute à eau : 4 200 L (4,2 m3). Distribution : Walschaerts à tiroirs plans                                                                                      |       |
| 030T Tigerli no 8507 dite "Sierre" | SLM Winterthur, 1910           | Hors service (épave en attente d'une restauration complète) | Acquise en 2018 Numéro constructeur : 2130 8,7 m, 34,9 t en ordre de marche, vitesse maximum : 45 km/h (350 ch). Timbre chaudière : 12 kg/cm² Capacité de la soute à charbon : 1,7 t Capacité de la soute à eau : 4 200 L (4,2 m3). Distribution : Walschaerts à tiroirs plans                                                                                      |       |
| BR 52-8163-9                       | Berliner Maschinenbau AG, 1943 | Opérationnelle                                              | Acquise en février 2003. Sa restauration s’est achevée en 2017. Remise en service le 7 juillet 2018 Numéro constructeur : 12437 22,37 m, vitesse maximum : 80 km/h (1620 ch). Timbre chaudière : 16 kg/cm² Capacité de la soute à charbon (Tender) : 10 t Capacité de la soute à eau (Tender) : 30 000 L (30 m3). Distribution : Walschaerts à tiroirs cylindriques |       |

### Locomotives et locotracteurs diesel
| Matricule                                             | Constructeur et date | État actuel          | Origine et informations techniques                                                                   | Photo |
| ----------------------------------------------------- | --- | -------------------- | --- | ----- |
| BB 66503                                              | Alsthom, la Compagnie des Ateliers et Forges de la Loire (CAFL), la Cie Électro-Mécanique (CEM) et Fives-Lille-Cail, 1971 | Opérationnelle       | Locomotives venant du dépôt SNCF de Dijon-Perrigny. Confiée à l'association par convention.          |       |
| A1AA1A 62001                                          | Baldwin Locomotive Works, 1946                                                                                            | Ferraillée (en 2022) | Garée hors service et en mauvais état à l’extérieur des ateliers Europorte de Gray. Classé MH (1999) |       |
| A1AA1A 62062                                          | Baldwin Locomotive Works, 1947                                                                                            | Ferraillée (en 2022) | Garée hors service et en mauvais état à l’extérieur des ateliers Europorte de Gray.                  |       |
| Locotracteur allemand ex-DRG Class Kö II (de) no 4347 | Orenstein & Koppel, 1934                                                                                                  | Ferraillé (en 2019)  | |       |
| Locotracteur allemand ex-DRG Class Kö II (de) no 4628 | Berliner Maschinenbau AG, 1934                                                                                            | Hors service         | |       |
| Locotracteur TM.2/2 001                               | |                      | |       |

### Autorail
| Matricule | Constructeur et date | État actuel                                            | Origine et informations techniques | Photo |
| --------- | -------------------- | ------------------------------------------------------ | ---------------------------------- | ----- |
| X 2426    | Decauville, 1952     | Hors service (en attente d'une restauration complète). | Garé à Vallorbe                    |       |

### Voitures à voyageurs et wagons de marchandises
- Plusieurs anciens fourgons de service des trains de marchandises suisses construits par Werkstätte BLS en 1965.
- Une voiture-restaurant no 4229 du Simplon-Orient-Express, rénovée et utilisée depuis la fin de l'année 2013.

## Gares et arrêts
La ligne comprend deux gares, l'une à Les Hôpitaux-Neufs et l'autre à Fontaine-Ronde, à chaque extrémité de la ligne.
Il y a un évitement à peu près à mi-parcours.

### Vidéos
- Vidéo: au retour vers Les Hôpitaux, près de la Fontaine Ronde, le 8 août 2022.
- La locomotive BR 52 à la manœuvre  au terminus de la Fontaine Ronde.
- La locomotive BR 52 à la manœuvre  au terminus de la Fontaine Ronde.

## Cinéma et Télévision
La BB 66503 est aperçue dans la saison 4 de Balthazar.